# Давуд
Даву́д, Да́уд (араб. دَاوُد‎) — исламский пророк и второй царь Израильского царства после Талута. Ему была ниспослана священная книга Забур (Псалтирь). Упоминается в Коране 16 раз. Отец пророка Сулеймана. Отождествляется с библейским царём Давидом.

## Биография
Пророк Давуд являлся потомком пророка Якуба (Иакова) через его сына Яхуда (Иуду). После смерти пророка Мусы (Моисея), Аллах посылал к израильтянам пророков для того, чтобы они призывали народ к следованию заповедям Таурата (Торы), но со временем среди людей стала падать мораль, они отошли от Божественных законов и перестали слушать Божьих посланников. В наказание за все преступления, Бог направлял против них бедствия, в числе которых был Джалут (Голиаф) — царь племени амаликитян, который нанёс израильтянам поражения и изгнал их из части своих земель. Против Джалута выступил первый царь Израиля, Талут (Саул), который собрал сильную армию. В походе против амаликитян принял участие и пророк Давуд, который сразился с Джалутом и убил его на поле битвы.

 Когда Талут выступил с ратью, то сказал: "Воистину, Аллах будет испытывать вас рекой. Если кто напьется из неё, то он — не со мной. А тот, кто не вкусит её, разве что одну пригоршню, то он — со мной". И напились из неё они все, кроме немногих. Когда он и те, кто уверовал (т. е. не выпил воды или выпил не больше пригоршни), перешли реку, то они сказали: "Нет у нас сегодня силы против Джалута и его рати". А те, которые знали, что предстанут перед Аллахом [в Судный день], сказали: "Как много раз немногочисленная рать побеждала несметную рать по воле Аллаха!"Аллах — на стороне терпеливых. ۝ Когда они соприкоснулись с Джалутом и его ратью, то воскликнули: "Господи наш! Снизошли нам терпение, укрепи наши стопы и помоги нам против неверных". ۝ По воле Аллаха они обратили рать [Джалута] в бегство, Давуд убил Джалута, и Аллах даровал ему власть и мудрость и научил тому, чему пожелал. Если бы Аллах не давал одним народам возможности защищаться от других, то сгинула бы земля и весь род людской. Однако Аллах милостив к обитателям миров. 
—  2:249—251 (Османов)

## Забур
После смерти Талута, пророк Давуд стал вторым царем Израиля. Давуд правил на основании Божественных законов и был справедливым царём. Он создал государство, которое включало Палестину, Сирию и часть Аравийского полуострова. Столицей его государства стал Иерусалим (Кудс), в котором он начал строительство Иерусалимского Храма, которое было завершено в период царствования его сына Сулеймана (Соломона). Сделав Давуда своим пророком, Аллах послал ему священную книгу Забур (Псалтирь), которая была написана в красивом стихотворном поэтическом стиле. Забур подтвердил истинность Таурата и призывал следовать её заповедям. В нём содержатся наставления и этические предписания, но положения закона пророка Моисея не изменены. Забур являлся одним из четырёх исламских священных писаний написанных в виде книги.

 Скажи [, Мухаммад,] Моим рабам (т. е. верующим), чтобы они разговаривали [с мекканскими многобожниками] наилучшим образом, ибо шайтан сеет между ними рознь. Воистину, шайтан для человека — явный враг. ۝ Ваш Господь лучше всех знает, что вы представляете собой. Если Он захочет, то смилостивится над вами, а если пожелает, то подвергнет вас каре. Мы не посылали тебя поручителем за их [деяния]. ۝ Твой Господь лучше всех знает тех, кто на небесах и на земле. Мы прежде отдали предпочтение одним пророкам над другими и даровали Дауду Псалтырь.
—  17:53—55 (Османов)

## Чудеса
Пророк Давуд много времени посвящал молитвам, часто постился и поэтому Аллах сделал Давуда не только царём и пророком, но и даровал ему способность совершать чудеса. Когда он пел своим прекрасным голосом стихи Забура, птицы слетались к нему и вместе с ним пели псалмы. Давуду подчинялись камни, горы, птицы, дикие животные, он также мог без помощи огня лепить из обыкновенного железа любые вещи и формы.

Помяни также Давуда (Давида) и Сулеймана (Соломона), которые судили о ниве, потравленной ночью чужими овцами. Мы были Свидетелями их суда. ۝ Мы помогли Сулейману (Соломону) разобраться в этом и даровали им обоим власть (мудрость или пророчество) и знание. Мы подчинили горы и птиц для того, чтобы они славили Нас вместе с Давудом (Давидом). Мы это сделали. ۝ Мы научили его (Давуда) изготовлять для вас кольчуги, чтобы они предохраняли вас от причиняемого вами вреда. Но разве вы благодарны? ۝ Мы подчинили Сулейману (Соломону) сильный ветер, который дул по его повелению на землю, которую Мы благословили. Мы знаем обо всякой вещи. ۝ Среди дьяволов были такие, которые ныряли для него и выполняли другие работы. Мы стерегли их. 
—  21:78—82 (Кулиев)